# بلدة ميدلاند (ميشيغان)
ميدلاند (بالإنجليزية: Midland Township, Michigan)‏ هي بلدة تقع بولاية ميشيغان في الولايات المتحدة. تبلغ مساحتها 21.4 (كم²)، وترتفع عن سطح البحر 181 م، بلغ عدد سكانها 2297 نسمة في عام تعداد الولايات المتحدة 2000 حسب إحصاء مكتب تعداد الولايات المتحدة وتصل الكثافة السكانية فيها 114 نسمة/كم2.

## وصلات خارجية
- http://midlandtownship.net/
- The US50 - Cities and Towns in Michigan State
- Michigan Cities and Towns, Facts, Map, Flag, Colleges, Government, and More